# Madicken (TV-serie)
Madicken är en svensk TV-serie från 1979 baserad på Astrid Lindgrens barnbokserie Madicken, i regi av Göran Graffman och producerad av Olle Hellbom.

## Avsnitt

### Säsong 1
Första säsongen premiärsändes i SVT 1 på lördagar mellan 6 oktober och 10 november 1979, och var på sex avsnitt.
1. Sommardag på Junibacken
2. Madicken flyger och far
3. Fru Nilsson får tillbaka sin kropp
4. Spöket i brygghuset
5. Junibackens jul
6. Lisabet pillar in en ärta i näsan

Avsnitt 1, 2, 4 och 6 klipptes om till långfilmen Madicken på Junibacken som hade biopremiär den 18 oktober 1980.

### Säsong 2
Långfilmen Du är inte klok, Madicken, som hade biopremiär den 14 december 1979 klipptes senare om till en TV-serie på fyra avsnitt, som premiärsändes i ZDF mellan 28 och 31 december 1980. I Sverige visades serien i SVT 1 på lördagar mellan 26 mars och 16 april 1983.
1. Du är inte klok, Madicken
2. Den stora avlusningen
3. Ibland upp, ibland ner
4. Alva dansar och det blir jul igen

## Rollista
- Jonna Liljendahl – Madicken
- Liv Alsterlund – Lisabet
- Monica Nordquist – mamma Kajsa
- Björn Granath – pappa Jonas
- Lis Nilheim – Alva
- Sebastian Håkansson – Abbe Nilsson
- Allan Edwall – Emil P. Nilsson
- Birgitta Andersson – Emma Nilsson
- Sif Ruud – Linus-Ida
- Fillie Lyckow – fröken
- Björn Gustafson – doktor Einar Berglund
- Ted Åström – sotaren
- Kerstin Hansson – Mia
- Cecilia Orlando-Willberg – Mattis
- Hans Pettersson – Viktor
- Mikael Eriksson – Martin
- Dan Mähl – Elof
- Anna Engwall – Anna-Lisa
- Karl Ragnar Fredriksson – flygkapten Bengt Billgren
- Karin Miller – barnmorska
- Jan Nygren – överläraren
- Yvonne Lombard – borgmästarinnan
- Fredrik Ohlsson – borgmästaren
- Per-Axel Arosenius – fabrikör Lind

## Produktion
Scenerna på Junibacken spelades in på Järsta gård, Uppsala kommun medan stadsscenerna spelades in i Söderköping. Höstbalen och mötet med sotaren på balkongen spelades in på Forsbacka Wärdshus i Gävleborgs län. Skolutflyktsscenen spelades in längs museijärnvägen Upsala–Lenna Jernväg. Skolscenerna spelades in i ett klassrum i Hilleshögs gamla skola och vid Sånga kyrka på Färingsö, där en lindanserska (utklädd till Madicken/Mia) gick balansgång på taket på en av kyrkans grannbyggnader, medan barnskådespelarna själva gick balansgång på en kulle bakom byggnaden, där en takliknande teaterscen byggdes upp för inspelning av barnens balansgång på nära håll.